# Janez Podobnik
Janez Podobnik (* 17. září 1959) je slovinský konzervativní politik.

## Životopis
Narodil se v malém městečku Cerkno v západním Slovinsku, které bylo v té době součástí Socialistické federativní republiky Jugoslávie. Studoval medicínu na Univerzitě v Lublani, kterou dokončil v roce 1984. V letech 1984 až 1990 pracoval jako praktický lékař v Idrii.
Do politiky vstoupil v průběhu demokratizačního procesu známého jako Slovinské jaro. V roce 1990 vstoupil do Slovinské lidové strany a byl zvolen prvním nekomunistickým starostou Idrie po druhé světové válce. V roce 1992 byl zvolen do Státního shromáždění. V době koaliční vlády Slovinské lidové strany a Liberálních demokratů Slovinska byl Podobnik v letech 1996 až 2000 předsedou Státního shromáždění. V roce 1997 neúspěšně kandidoval v prezidentských volbách, vítězem se stal Milan Kučan.
Do Státního shromáždění byl opět zvolen v roce 2000 a do roku 2004 byl předsedou lidoveckého poslaneckého klubu. V roce 2003 byl zvolen předsedou Slovinské lidové strany, která v roce 2004 vstoupila do středo-pravé vlády Janeze Janši. Podobnik se v tomto období stal ministrem životního prostředí a územního plánování. V listopadu 2007 odstoupil Podobnik z funkce předsedy lidové strany, která byla v parlamentních volbách v září 2008 poražena.
Podobnik je ženatý a má dvě děti. Jeho bratr Marjan Podobnik je také politik – v letech 1992 až 2000 byl předsedou Slovinské lidové strany a v letech 1997 až 2000 místopředsedou slovinské vlády.